# 駒木敏
駒木 敏（こまき さとし、1942年11月1日 - ）は、日本の国文学者。専門は古代歌謡、万葉和歌。同志社大学名誉教授。

## 略歴
福島県生まれ。1961年福島県立白河高等学校卒、1965年同志社大学文学部国文科卒、1968年同大学大学院修士課程修了。1972年聖徳学園岐阜教育大学専任講師、1976年阪南大学商学部助教授、1979年同志社大学文学部専任講師、1981年同助教授、1987年同教授。2013年定年退職、名誉教授。

## 著書
- 『古代文学と民話の方法』笠間書院 1979年2月 全国書誌番号:79016073、NCID BN0140469X。
- 『和歌の生成と機構』和泉書院 1999年3月 ISBN 487088965X
- 『古事記歌謡の形態と機能』おうふう 2017年4月 ISBN 978-4273038021

### 共著編
- 『神謡・神話・物語 伝承と儀礼』編 桜楓社 1987年3月 ISBN 4273021692
- 『儀礼言語の様式』広川勝美共著 桜楓社 1989年4月 ISBN 427302327X
- 『古代都市文学論』翰林書房、1994年11月。ISBN 4906424570
- 『恋の万葉集』高岡市万葉歴史館（編）、笠間書院、2008年3月。ISBN 978-4305002419

## 論文
- <駒木敏